# Campionati statunitensi di ginnastica artistica 1995
I Coca-Cola U.S. Gymnastics Championships sono stati la 33ª edizione dei Campionati statunitensi di ginnastica artistica. Si sono svolti al Louisiana Superdome di New Orleans dal 16 al 19 agosto 1995.

## Podi

### Uomini Senior
| Evento                | Oro                 | Punteggio | Argento             | Punteggio | Bronzo                       | Punteggio |
| Concorso individuale  | John Roethlisberger | 113.420   | Mihai Bagiu         | 110.560   | Blaine Wilson                | 110.420   |
| Corpo libero          | Daniel Stover       | 9.675     | Blaine Wilson       | 9.500     | Mike Racanelli               | 9.350     |
| Cavallo con maniglie  | Mark Sohn           | 9.812     | Jason Bertram       | 9.650     | Chris Waller                 | 9.562     |
| Anelli                | Paul O'Neill        | 9.812     | John Roethlisberger | 9.575     | Jarrod Hanks                 | 9.562     |
| Volteggio             | David St.Pierre     | 9.387     | Brian Yee           | 9.187     | John Macready Steve Marshall | 9.175     |
| Parallele simmetriche | John Roethlisberger | 9.450     | Chris Waller        | 9.425     | Blaine Wilson                | 9.400     |
| Sbarra                | John Roethlisberger | 9.837     | John Macready       | 9.612     | Casey Bryan                  | 9.400     |

### Donne Senior
| Evento                 | Oro                          | Punteggio | Argento           | Punteggio | Bronzo            | Punteggio |
| Concorso individuale   | Dominique Moceanu            | 78.450    | Shannon Miller    | 78.250    | Jaycie Phelps     | 77.730    |
| Volteggio              | Shannon Miller               | 9.837     | Heather Brink     | 9.781     | Dominique Moceanu | 9.756     |
| Parallele asimmetriche | Dominique Dawes              | 9.912     | Doni Thompson     | 9.862     | Kerri Strug       | 9.812     |
| Trave d'equilibrio     | Doni Thompson Monica Flammer | 9.687     | /                 | /         | Dominique Dawes   | 9.600     |
| Corpo libero           | Dominique Dawes              | 9.900     | Dominique Moceanu | 9.800     | Shannon Miller    | 9.775     |